# 長岡成貢
長岡 成貢（ながおか せいこう、1961年3月16日 - ）は、日本の作曲家、編曲家、音楽プロデューサー。三重県伊勢市生まれ、多気郡明和町出身。株式会社CRG（クリエイティブ・ガーディアン）所属。

## 概要
三重県立相可高等学校卒業。独学でオーケストラと作曲を学び、映画音楽作曲家を夢見て上京。アーティストへの楽曲提供、編曲、プロデュースの他、映画、ドラマ、アニメ作品の音楽など様々な音楽制作に携わってきた。
ジャザノヴァ、ジャイルス・ピーターソンら、日本国外のTOP DJ達に絶賛され話題となった「speed of love」収録の初のリーダーアルバム「purple」（2000）に続き、インコグニートのボーカル、ケリー・サエなどの国内外のミュージシャンの起用や、DJ KAWASAKIによるRemix、またアルバムジャケットに人気モデルの鈴木えみを起用した事で話題になった2ndアルバム「Romantic Gold」(2008)をリリースするなど、seikou nagaoka名義でソロアーティストとしても幅広く活動している。
また、自身の出身地である「伊勢」をこよなく愛し、660年にわたり実在した皇女「斎王」を偲び称える曲「斎王の舞〜斎宮物語」、伊勢神宮外宮せんぐう館館長小堀邦夫の作詞による第六十二回式年遷宮「白石献上歌」、作家の千種清美が作詞し宮内庁式部職楽部の山田文彦が作舞をした巫女舞「祈りのとき」などの作曲を手掛け、伊勢神宮で奉納演奏を行うなど、「伊勢」というフィルターを通した「日本の文化」発展をライフワークとし、地元との文化交流にも力を注ぐ。
中国とも文化交流を深め、中国において最も伝統のある江蘇省崑劇院、江蘇省演藝術集団が中国、韓国、台湾の精鋭たちを結集し、世界無形文化遺産である伝統戯曲「崑劇(こんげき)」～（桃花扇）を現代に蘇らせ国内外で話題となった「1699・桃花扇」のテーマ曲なども手掛けた。
伊勢「斎王」ゆかりの地、三重県明和町の観光大使（第1号）も務める。

## 提供作品
麻丘めぐみ
- 「Cue」（編曲）NHK お宝TVデラックス テーマ曲

嵐
- 「はなさない!」（作曲／編曲）「第32回春高バレー」イメージソング
- 「愛していると言えない」 （作曲／編曲）
- 「身長差のない恋人」（作曲／編曲）
- 「Days」（編曲）
- 「CARNIVAL NIGHT part2」（編曲）

alan
- 「悲しみは雪に眠る」（作曲／編曲）
- 「DREAM EXPRESS 〜夢現空間超特急〜」（作曲／編曲）

YeLLOW Generation
- 「…by my side」（編曲）
- 「扉の向こうへ」（編曲）

EXILE
- 「羽1/2」（作曲／編曲）
- 「O'ver」（編曲）
- 「Believe」（作曲／編曲）

orange pekoe
- 「Happy Valley」（オーケストラアレンジ）

片瀬那奈
- 「FANTASY」（作曲／編曲）

華原朋美
- 「A Broken Wing」（編曲）
- 「Future」（編曲）
- 「my family」（編曲）
- 「be honest」（編曲）
- 「Don't Wanna Escape」（編曲）
- 「as A person」（編曲）

KAT-TUN
- 「GLORIA」（編曲）
- 「Splash...」（編曲）
- 「someday for somebody」（編曲）
- 「うたいつづけるとき」（編曲）
- 「MIRACLE」（編曲）

かの香織
- 「夏よ風よ」（編曲）
- 「Lead of the sun」（編曲）
- 「AMURITA」（編曲）
- 「BEAUTIFUL DAYS」（編曲）
- 「午前2時のエンジェル」（編曲）

カミタミカ
- 「秋色の金曜日」（作曲／編曲）

COLOR
- 「WE'LL BE TOGETHER」（作曲／編曲）

川村万梨阿
- 「Tear Drop〜愛の涙〜」（作曲／編曲）NHK-FMサラウンドファンタジー「シャングリラ」主題歌
- 「ベリンの数え歌」（作曲／編曲）
- 「茜の大地」（作曲／編曲）
- 「空の皇子 花の詩女」（作曲／編曲）
- 「エルハザード2のテーマ」（作曲／編曲）
- 「記憶」（作曲／編曲）
- 「愛は月と星〜新しい愛〜」（作曲／編曲）

関ジャニ∞
- 「あの言葉に」（編曲）
- 「太陽の子供」（編曲）
- 「果テナキ空」（編曲）
- 「Heat is on」（編曲）

CHEMISTRY
- 「almost in love」（編曲）

KinKi Kids
- 「シンデレラ・クリスマス」（編曲／プログラミング）
- 「KinKiのやる気まんまんソング」（編曲）
- 「灰色の花」（編曲）
- 「スッピンGirl」（編曲）
- 「ずっと抱きしめたい」（編曲）
- 「It's All Right」（編曲）
- 「No Control」（作曲／編曲／プログラミング／ギター／キーボード）
- 「駅までは同じ帰り道」（編曲）
- 「Theme of KinKi Kids '00」（作曲・編曲・サウンドプロデュース）

Class
- 「もう一つの未来」（作曲）

J-FRIENDS
- 「僕の持つ愛のすべて」（ストリングスアレンジ）

芍薬
- 「芍薬SONG」（作詞／作曲／編曲）

SOULHEAD
- 「Furusato」（REMIX）
- 「BEAUTY AND THE BEAST」（TRIBUTO to Celine DION）

ステファニー
- 「君がいる限り」（編曲）
- 「because of you」（編曲）

SUPER☆GiRLS
- 「Happy GO Lucky!〜ハピ☆ラキでゴー!」（作曲／編曲）

SMAP
- 「雪が降ってきた」（編曲）
- 「ずっと忘れない」（編曲）
- 「はじめての夏」（編曲）
- 「話をしていたくて」（作曲／編曲）
- 「黙って俺について来い」（編曲）
- 「Peace!」（編曲）
- 「たいせつ」（編曲）
- 「この瞬間、きっと夢じゃない」（編曲）
- 「Moment」（編曲）
- 「Don't Cry Baby」（作曲／編曲）
- 「幸せになってよ」（作曲／編曲）
- 「September Rain」（作曲／編曲）
- 「少し辛い永遠」（作曲／編曲）
- 「君が何かを企んでいても」（編曲）
- 「渋滞の楽しみ方」（作曲／編曲）
- 「My Childhood Friend 〜 鏡の中のRadio」（編曲）
- 「雨がやまない」（編曲）
- 「感じやすい不機嫌」（作曲／編曲）
- 「君がいない」（編曲）
- 「わかってほしい」（作曲／編曲）
- 「Relax」（作曲／編曲）
- 「マラソン」（編曲）
- 「君を抱きしめたい」（編曲）
- 「愛や恋や」（編曲）
- 「かなしいほど青い空」（編曲）
- 「突然の夏」（編曲）
- 「月に背いて」（編曲）
- 「SMAP」（作曲・編曲）

Smappies
- 「Muchacha Bonita」（作曲／編曲）
- 「Won’t Stop Raining」（編曲）
- 「Moon Light」（編曲）

翔大
- 「DISCOVERY (翔大のアルバム)|DISCOVERY」（編曲）
- 「DISCOVERY (翔大のアルバム)|JUMP」(編曲）
- 「DISCOVERY (翔大のアルバム)|RAINBOW」（編曲）
- 「DISCOVERY (翔大のアルバム)|ROUTE」（編曲）
- 「DISCOVERY (翔大のアルバム)|STRONGER」（編曲）
- 「Connection|We are one」（編曲）
- 「Connection|Seize the dream」（編曲）
- 「Connection|Stay with me」（編曲）
- 「Connection|Better days」（編曲）
- 「Connection|Message」（編曲）

少年隊
- 「可愛いKiss、悲しいKiss」（作曲）
- 「See You Again…！」（作曲／編曲）
- 「Super Star」（作曲／編曲）
- 「WINDOW」（作曲／編曲）

高橋愛（モーニング娘。）
- 「夢から醒めて」（編曲）

Char
- 「Touch my love again」（ストリングスアレンジ）

DEEN
- 「瞳そらさないで」（編曲）
- 「思いきり 笑って」（編曲）

テゴマス
- 「マルイチカラ」（編曲）
- 「はなむけ」（編曲）

東京女子流
- 「We Will Win! -ココロのバトンでポ・ポンのポ〜ン☆-」（作曲・編曲）

中島愛
- 「Carry Out!」（作曲／編曲）

中島美嘉
- 「RESISTANSE」（作曲）

NEWS
- 「秋の空」（編曲）

パパイヤ鈴木とおやじダンサーズ
- 「ダンスキング〜恋のHIP MAN〜」（編曲）

林田健司
- 「空・雲・星・月」（編曲）
- 「ランデヴーIn the Sky」（編曲）
- 「このまま二人だけで」（編曲）
- 「Real Love」（編曲）
- 「僕なりの勇気」（編曲）

Folder
- 「Glory Glory」（作曲／編曲）
- 「BOHEMIAN RHAPSODY」（編曲）

藤澤ノリマサ
- 「希望の歌〜交響曲第9番」（編曲）
- 「Melodia 〜君に捧げる愛のうた〜」（作詞／作曲／編曲）
- 「Hasta La Victoria 〜『アイーダ』より〜」（編曲）
- 「夜明けのヴィーナス」（作曲／編曲）
- 「Splendid Life」（作曲／編曲）
- 「RAISE VEIL」（作曲／編曲）

Hey! Say! JUMP
- 「Too Shy」（編曲）
- 「スノウソング」（編曲）

BOYFRIEND
- 「Party Plane」（編曲）

牧野由依
- 「きみの選ぶみち」（編曲）

MISIA
- 「We are the music」（編曲）

三浦大知
- 「Big heart〜ミクロマンのテーマ〜」（作曲／編曲）
- 「Perfect world」（作曲／編曲）

観月ありさ
- 「すべては風の中に」（作詞／作曲／編曲）

山下智久
- 「くちづけでアディオス!」（作曲／編曲）

Re:Japan
- 「明日があるさ」（編曲）

青山みつ紀
- 「Depend of me」（作曲／編曲）
- 「笑って」（作曲／編曲）
- 「トウキョウノカゼ」（作曲／編曲）
- 「Naturally」（作曲／編曲）
- 「My Angel」（編曲）
- 「If You Can Dream It...」（作詞／作曲／編曲）
- 「Now On Revolution」（作曲／編曲）
- 「Secret」（作曲／編曲）
- 「Key to Happiness」（作曲／編曲）
- 「Starry Night」（編曲）

ZILLION
- 「Endless Summer」（編曲）日本工学院CMソング

## 映画／ドラマその他
- 君を忘れない
- 星に願いを。
- 白銀帝国[6] - 監督／クリスティーナ・ヤオ プロデューサー／ジェレミー・トーマス
- さよなら夏休み - 監督／小林要 出演／緒形直人、要潤、古谷一行、夏木陽介
- 日曜劇場 JIN-仁- [1]※髙見優と共同
- 桜田門外ノ変[1] - 監督／佐藤純彌 出演／大沢たかお、長谷川京子、北大路欣也　他
- 劇場版テンペスト3D - 監督／吉村芳之 出演／仲間由紀恵、谷原章介、高岡早紀　他
- ヤアになる日〜鳥羽・答志島パラダイス〜
- ROUTE42[1]
- カラアゲ☆USA
- 熊野古道〜お伊勢さんからもうひとつの聖地へ〜
- 渾身- KON-SHIN - 監督／錦織良成　出演／青柳翔、伊藤歩、甲本雅裕
- BORN IN THE EXILE〜三代目J SOUL BROTHERSの奇跡
- たたら侍 - 監督／錦織良成　出演／青柳翔、小林直己、AKIRA、津川雅彦、宮崎美子
- チェイス 第1章
- 青雲志 〜天に誓う想い〜（中国ドラマ） - 劇中音楽、オープニングテーマ『浮誅』
- 観覧車の下で会いましょう - 監督／熊澤尚人,脚本総監督／福田靖,出演／奈緒,工藤阿須加　岩本多代 他
- 深夜食堂（中国版） - 監督／レオン・カーフェイ,出演／リウ・タオ,トニー・ヤン,ダン・チャオ 他
- そこにいた男 - 監督／片山慎三, 出演／清瀬やえこ,中村映里子 他

## アニメーション
- 暗黒神伝承 武神（1990）
- カラス天狗カブト（1990）
- 世界の光 親鸞聖人（1992）
- 天地無用! 魎皇鬼（1992）
- 青空少女隊（1994）
- 魔法少女プリティサミー（1995-1997）
- 神秘の世界エルハザード（1995-1996）
- 異次元の世界エルハザード（1998）
- デュアル!ぱられルンルン物語（1999）
- 太陽の船ソルビアンカ（1999）
- 小さな巨人ミクロマン（1999）
- 魔法遊戯（2001）
- ぷちぷり*ユーシィ（2002）
- BPS バトルプログラマーシラセ（2003）
- 宇宙のステルヴィア（2003）
- ToHeart 〜Remember my Memories〜（2004）
- これが私の御主人様（2005）
- ストライクウィッチーズ（2008）
- ストライクウィッチーズ2（2010）
- ストライクウィッチーズ劇場版（2012）
- プリティーリズム・オーロラドリーム（2011）
- BRAVE10（2012）
- プリティーリズム・ディアマイフューチャー（2012）
- トータル・イクリプス（2012）
- 花の詩女 ゴティックメード（2012）
- プリティーリズム・レインボーライブ（2013）
- 棺姫のチャイカ（2014）
- ストライクウィッチーズova（2014）
- ブレイブウィッチーズ（2016）
- ストライクウィッチーズ 501部隊発進しますっ!（2019）
- ストライクウィッチーズ ROAD to BERLIN（2020）

## seikou nagaoka名義・ソロ・アルバム
- PURPLE（2000 ビクターエンタテインメント／aosis record）
- Romantic Gold（2009 日本コロムビア）

## ひめみこプロジェクト
倭姫命にはじまる天皇の代わりに伊勢神宮に仕えた未婚の皇女（斎王）たちの、美しい日本のこころを音楽や舞で表現することをコンセプトとして、長岡成貢の呼びかけに応じた邦楽、雅楽、クラッシック、ポピュラーミュージックの世界で活躍する演奏家、舞人によって結成された音楽集団。

### 主要参加アーティスト
- 歌：涼恵、設楽咲枝、田中裕梨、川村万梨阿、響姫-hibiki- ほか
- 筝：吉永真奈
- 雅楽：春日るり子、山田文彦（宮内庁式部職楽部）
- ヴァイオリン：クラッシャー木村
- フルート：黒田由樹ほか

### 公演活動
- 第22回斎王まつり前夜祭コンサート（2004）
- 伊勢神宮外宮奉納演奏（2013）
- 伊勢神宮外宮奉納演奏 ゆかたで千人お参り（2014）
- 斎宮復元建物竣工コンサート（2014）
- 伊勢神宮外宮奉納演奏（2016）
- rooms国立代々木競技場第一体育館ライブ（2017）
- 第35回斎王まつり前夜祭メインコンサート（2017）
- TRAVEL HUB MIXライブ（2018）
- 常若の森コンサート 伊勢市観光文化会館大ホール（2019）
- 第40回斎王まつりメインコンサート　特別ゲスト出演（2023）
- 伊勢神宮別宮・倭姫宮ご鎮座100周年記念奉祝行事奉祝演奏（2023）
- 明星神社賛歌「明けの星」奉納・発表会演奏（2024）

### 楽曲アルバム
- 美しきひめみこたちの物語 ～The Mystic world of Himemiko～（2019）

## その他
- 少年隊ミュージカル PLAYZONE ’93 WINDOW  劇中音楽（作曲・編曲）
- 萩尾望都「マージナル」サウンドトラック（編曲）細野晴臣 監修（1989）
- NHK-FM
  - 「サラウンド・ファンタジー」シャングリラ 星の涙（1989）※ 主演 伊藤つかさ
  - 「FMワイドスペシャル」星眼鏡（1989）
- NHK お宝TV デラックス テーマ曲「Cue」麻丘めぐみ（編曲）
- 斎宮物語 （'94まつり博〜世界祝祭博覧会推進事業、斎王まつりテーマ曲[2]）
- 斎王の舞（作曲）（作詞／尾上たづ枝）
- 白石献上歌　ー平成25年度 御遷宮ー（作曲）（作詞／小堀邦夫）
- 北区立としま若葉小学校校歌「あしたの空へ」（作曲）（作詞／森浩美）
- 中国伝統戯曲／崑劇「1699・桃花扇」テーマ曲（中国江蘇省演藝術集団・江蘇省崑劇院／2006年）
- 三重県明和町マスコットキャラクタ「めい姫」テーマソング「ユーめい姫ドリーム」　日本遺産「祈る皇女斎王のみやこ斎宮」テーマ曲
- 第59回ベルリン国際映画祭に出席（「Empire of Silver」クリスティーナ・ヤオ監督作品）プレミアム上映のため（2009）
- パリ・ルーブル美術館（ピラミディオン・ナポレオン広場にて）東芝LED点灯記念式典にて津軽三味線奏者・史佳とシンセサイザー演奏による共演（2011）
- カーネギーホールにて津軽三味線奏者・史佳とピアノ演奏で共演（2019）
- NHK アニメ「ファイ・ブレイン ～神のパズル」2013 EDテーマ「Say Yeah!」　 作曲・編曲：長岡成貢（作詞：相田）